# Nordin Gerzic
Nordin Gerzic, född 9 november 1983 i Bosanska Gradiška i Bosnien och Hercegovina, är en svensk före detta fotbollsspelare. Han spelade sist som mittfältare för Örebro SK. Gerzic kom till Sverige 1994.

## Klubbkarriär
Nordin Gerzic har tidigare spelat i klubbar som Eskilstuna City (moderklubb), på prov i Bayern München, samt 2003 på lån till Rynninge IK (från Örebro SK). Där skrev han sedermera på kontrakt, och blev kvar där till 2007, då han skrev på för Örebro SK igen. I juli 2008 förlängdes kontraktet med Örebro SK till 2011 efter rykten om en flytt till AIK. I augusti 2011 förlängdes Nordin Gerzics kontrakt med 5 år.
Efter en tids spekulationer skrev Gerzić på ett fyraårskontrakt med IFK Göteborg i januari 2012.
Den 6 augusti 2013 stod det klart att Örebro SK skulle låna Gerzic sig säsongen ut.
Gerzic avslutade karriären i december 2021. Efter det blev han expertkommentator på Max.

## Landslagskarriär
I december 2010 togs Gerzic för första gången ut till landslaget och debuterade i januari 2011 som inhoppare mot Botswana och spelade tre dagar sedan mot Sydafrika, för första gången som startspelare.